# فندق ستانلي

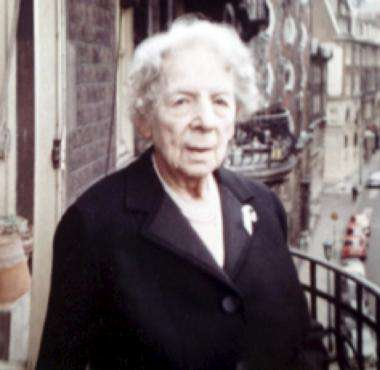
مؤسسة فندق ستانلي ماينس بنت

فندق ستانلي والمعروف حاليًا باسم ساروفا ستانلي هو فندق خمس نجوم في نيروبي، كينيا. وهو أول فندق فاخر في نيروبي، وقد أسسته سيدة الأعمال الإنجليزية ماينس بنت عام 1902، عندما كانت المدينة محطة قطارات، سُمي الفندق تيمنًا بالسير هنري مورتون ستانلي، المستكشف الويلزي الذي اشتهر باستكشافاته لوسط أفريقيا ونجاحه في البحث عن المبشر والمستكشف ديفيد ليفينغستون.
منذ أوائل القرن العشرين، عُرف فندق ستانلي بأنه ملتقى تقليدي لعشاق رحلات السفاري في كينيا، وقد استضاف أفرادًا من العائلة المالكة والسياسيين ونجوم السينما والمؤلفين، ولا يزال يُستخدم في مؤتمرات الأعمال الوطنية والأنشطة السياحية.

## التاريخ
افتُتح فندق ستانلي في الأصل عام 1902 باسم فندق فيكتوريا وكان يتألف من أربع غرف بسيطة التجهيز فوق متجر تومي وود العام، حيث كانت ماينس بنت والتي كان اسمها قبل الزواج وودبري، تدير المتجر ومكتب بريده، كما عملت خياطةً وصانعة قبعات. تولت ماينس الوظيفة في المتجر عام 1898 بعد انتقالها إلى نيروبي مع زوجها وأخيها غير الشقيق ويليام ستانلي بنت، وابنتهما جلاديس، وكانت ماينس تحضر الزبدة الطازجة والخضراوات من مزرعة زوجها وفي عام1904، وبعد خلاف مع وود، دخل ماينس في اتفاقية تجارية مع مزارع من سوتيك، دانيال إرنست كوبر، وافتتح أول فندق ستانلي.

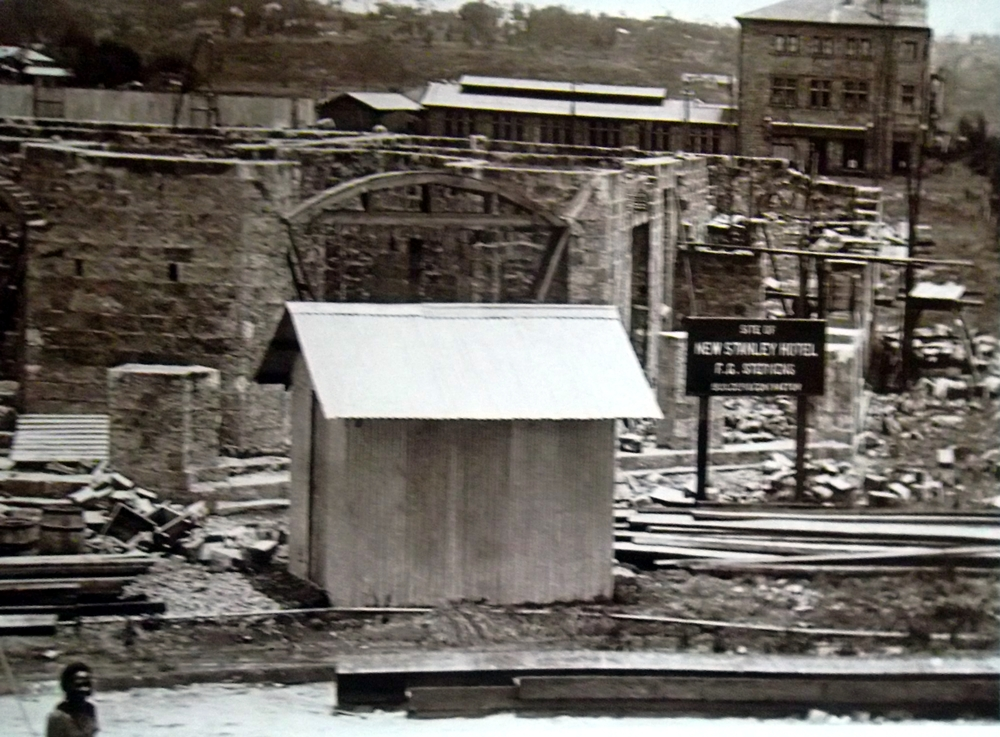

كان فندق ستانلي الأول مبنىً خشبيًا من طابقين يضم 15 سريرًا، وفي عام 1905، مُنح دي إي كوبر ترخيصًا لبيع الخمور للفندق، في وقت لاحق من ذلك العام، دمر حريق جزءًا كبيرًا من شارع فيكتوريا (شارع توم مبويا حاليًا)، حيث كان يقع كلا الفندقين، ونقلت ماينس مستأجريها بسرعة إلى مبنى سكة حديد مهجور على طريق الحكومة.

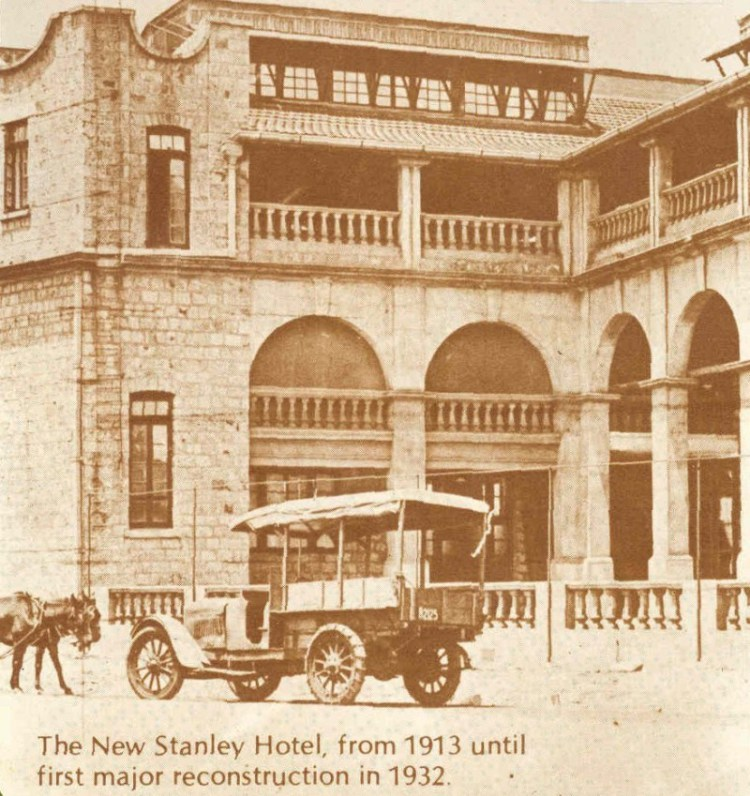
فندق نيو ستانلي عام 1913

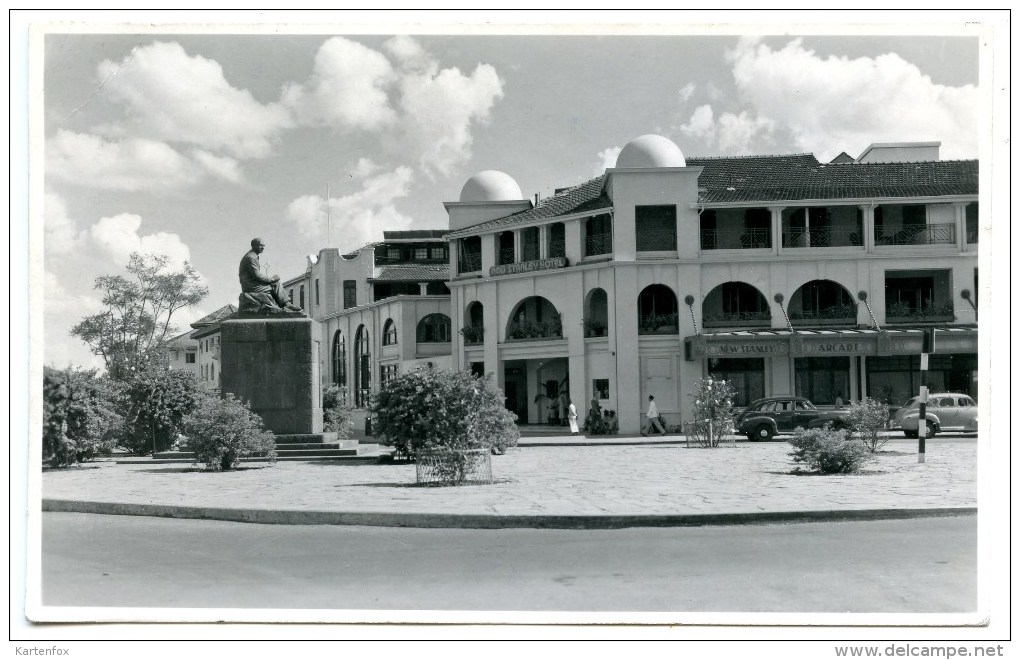

أعلن دبليو إس بينت إفلاسه في عام 1908 ومرة أخرى في عام 1913 بعد فترة وجيزة، تزوج ماينس من فريدريك فرانسيس تيت، شقيق جيمس ويليام تيت والسيدة ماجي تيت وعاد دي إي كوبر إلى سوتيك في عام 1909، منهيًا شراكته مع ماينس. في عام 1912، اشترى فريد تيت قطعتين من الأرض وبنى فندقًا جديدًا صممه المهندسون المعماريون روبرتسون وجاو وديفيدسون، وبُني في شارع ديلامير، كان هذا المبنى يحتوي على 60 غرفة في ثلاثة طوابق، وفي عام 1913، ومع اكتمال بناء الفندق الجديد، بيع الموقع الأصلي إلى مدير مكتب البريد السابق دانيال ويليام نوبل، وكان آل تيت قد خططوا في الأصل لنقل اسم فندق ستانلي إلى الموقع الجديد، لكن نوبل رفع دعوى قضائية وفاز باستخدام فندق أولد ستانلي وهكذا وُلد فندق نيو ستانلي.
خلال الحرب العالمية الأولى، خدم فريد تيت كملازم في القوات المحلية، وبعد فترة وجيزة من عودته، أصيب بالعمى والشلل العام، وفي عام 1926 انتقل هو وماينس إلى لندن تاركين الفندق ليديره ألبرت إرنست ووترمان وزوجته فلورنس آني وابنتهما روبي، في عام 1932، بعد ست سنوات في لندن عاد آل تيت إلى نيروبي لافتتاح بار نيو ستانلي لونج، وظل فريد تيت مشغولاً بالتقييم المستمر لضيوف الفندق، والتفاصيل الدقيقة للأشياء مثل القائمة اليومية. بعد وفاة فريد في عام 1937 تضاءل اهتمام ماينس بإدارة شؤون الفندق وباعت الفندق في النهاية إلى أبراهام لازاروس بلوك، وهو رجل أعمال ليتواني يهودي، وفي عام 1947، على الرغم من أنها لا تزال تحتفظ بمصلحة مالية، انتقلت ماينز لاحقًا إلى هوف، ساسكس، حيث توفيت في عام 1968 عن عمر يناهز 99 عامًا.
لم تبدأ علاقة أبراهام بلوك بفندق ستانلي عام 1947، بل عام 1903، وكانت إحدى أقدم معاملات بلوك التجارية في نيروبي صفقة مع ماينس بنت تتضمن خياطة مراتب جديدة لفندق فيكتوريا، وكان بلوك قد فرّ في الأصل من موطنه ليتوانيا إلى إنجلترا هربًا من الاضطهاد الديني، ولما رأى أن العيش في لندن لن يوصله إلى أي مكان سرعان ما لحق بوالده، الذي فرّ إلى جنوب إفريقيا، وشارك لاحقًا في حرب البوير الثانية. اقتنع بلوك بأن كينيا صهيون جديدة لليهود، فسافر إلى نيروبي على متن باخرة البريد فيلدمارشال، ثم برًا بالقطار، وبعد وصوله بفترة وجيزة، التقى بلوك بماينس، التي أبلغته بحاجتها إلى مراتب، واستأجر را دي سوزا لخياطة الأغطية، واستأجر العمال الذين كانوا يتسكعون حول متجر تومي وود العام لحشوها بالعشب المتبقي الذي تم قطعه مسبقًا لتنظيف السكك الحديدية، وعندما كانت هناك حاجة إلى إبر أقوى لخياطة القماش الثقيل، قام بصنعها من أسلاك الدراجات.
في عام 1958، تم هدم معظم هيكل الفندق وإعادة بنائه وفقًا لخطط التوسع التي وضعها ابنا أبراهام بلوك، في عام 1978 وتم شراء الفندق من قبل مجموعة ساروفا من أبراهام بلوك وعائلته، في عام 1998، تم إجراء عملية تجديد بقيمة 20 مليون دولار أمريكي، وقامت مجموعة ساروفا بترميم الاسم الأصلي للفندق، فندق ستانلي.
كان الفندق أول مكان يبيع بيرة توسكر الكينية في عام 1922، تم إنتاج الزجاجات العشر الأولى يدويًا وتسليمها شخصيًا إلى مدير الفندق في العام نفسه تم طرح بورصة الأوراق المالية في بار إكستشينج، وتطورت هذه البورصة في النهاية إلى بورصة نيروبي للأوراق المالية في عام 1954.

## المرافق

### وسائل الراحة
ضم فندق ساروفا ستانلي 217 غرفةً حتى عام 2015، وقد سُميت العديد من الأجنحة والغرف الأخرى بأسماء كبار الشخصيات والشخصيات المرموقة التي أقامت في الفندق، مثل جناح وندسور بنتهاوس، الذي سُمي على اسم الأمير إدوارد، دوق وندسور، وجناح كارين بليكسن الذي سُمي على اسم كارين بليكسن مؤلفة رواية خارج أفريقيا، وجناح مؤتمرات همنغواي، الذي سُمي على اسم الكاتب إرنست همنغواي، وقاعة تشرشل، التي سُميت على اسم ونستون تشرشل، رئيس وزراء المملكة المتحدة، أما جناح ستانلي الرئاسي، الذي سُمي على اسم المستكشف الشهير هنري مورتون ستانلي، فقد استخدمه الرئيس الناميبي سام نجوما.
يوجد تسع غرف اجتماعات ومؤتمرات مزودة بمعدات سمعية وبصرية، بما في ذلك قاعة بمساحة 227-متر-مربع (2,440 قدم2) كقاعة رقص، ومركز أعمال مزود بأجهزة كمبيوتر، وفاكس، وآلة تصوير، وخدمات سكرتارية ويحتوي الفندق على مسبح مدفأ على السطح، بالإضافة إلى نادي صحي مع ساونا وحمام بخار، ويوجد رواق تسوق يقع في الطابق الأول مع متاجر للهدايا وبوتيك وصيدلية وبصريات.

### المطاعم والحانات
لقد قطعت عروض الطعام في مطعم Sarova Stanley شوطًا طويلاً منذ أن قدمت ماي بينت الخضروات والزبدة من مزرعة زوجها.
افتُتح مطعم تاي تشي عام2007 ويقدم أطباقًا تايلاندية أصيلة من القرن الثالث عشر، الشيف فانساندا فومي، المعروف باسم الشيف بو، حائز على جوائز متعددة، منها جائزة أفضل مطعم فندقي وأفضل شيف في نيروبي، من جوائز شيفز ديلايت عام 2013 يُعرف المطعم بأنه أحد أرقى المطاعم في نيروبي، ويُلقب بـأكثر المطاعم التايلاندية أصالة في شرق أفريقيا المطعم مزين بفنون ومنحوتات تايلاندية راقية يلتزم المطعم بقواعد لباس أنيقة وغير رسمية، ولا يسمح بدخول الأطفال دون سن 12 عامًا.
مقهى Thorn Tree الأسطوري هو مقهى مفتوح في الهواء الطلق داخل الفندق يقدم المقهى أطباقًا كونتيننتال وحديثة، بما في ذلك البيتزا من فرن يعمل بالحطب يرأس المقهى الشيف دون جيثوا. سُمي المقهى على اسم شجرة شوك نيفاشا (أكاسيا زانثوفلويا) في وسطه، حيث اعتاد المسافرون على تثبيت ملاحظات للآخرين على أشواك الشجرة، الشجرة الحالية هي الثالثة من نفس النوع. زُرعت الأولى في عام 1961، وعندما كانت مريضة زُرعت شجرة جديدة مكانها، بدأت هذه الشجرة الجديدة في الذبول، وفي عام 1997 استُبدلت بالشجرة الحالية، وخلال مراسم الغرس، دُفنت كبسولة زمنية تحتها، ليتم فتحها في عام 2038 كان أول مكتب بريد في نيروبي موجودًا هنا، ولا يزال السياح يتركون رسائل وإعلانات من عام 1996 إلى عام 2021، سُمي منتدى أكبر ناشر لكتب أدلة السفر، لونلي بلانيت، منتدى سفر شجرة الشوك على اسم هذه الشجرة.
يقع مطعم ذا بول ديك بجوار مسبح سطح الفندق في الطابق الخامس، يتميز بأجواء خارجية مع خيارات بوفيه. سُمّي بار إكستشينج تيمنًا ببورصة نيروبي للأوراق المالية، وهو خليفة بار لونج الشهير، الذي افتُتح عام 1932.
اشتهر الفندق باستضافة مؤتمرات بين زعماء العالم، والمؤلفين وممثلي الأفلام، بما في ذلك إرنست همنغواي ونستون تشرشل، وكلارك جابل، وآفا جاردنر، وغريس كيلي وغريغوري بيك، ومايكل كين، وشون كونري، وفرانك سيناترا في عام 1952، زارت الأميرة إليزابيث آنذاك الفندق كجزء من جولة حول العالم، قبل وقت قصير من وفاة والدها، الملك جورج السادس، وخلافتها اللاحقة كملكة للمملكة المتحدة ورئيسة الكومنولث.
أثّر فندق ستانلي على العديد من الكُتّاب، أقام إرنست همنغواي في الفندق عدة مرات في عام 1934، وأقام لعدة أسابيع أثناء تعافيه من الزحار الأميبي، وخلال هذه الفترة، دوّن ملاحظاتٍ لكتابيه التلال الخضراء في أفريقيا وثلوج كليمنجارو. يذكر همنغواي فندق ستانلي في هذه الأعمال، ويُنسب إليه أيضًا إدخال كلمة سفاري إلى اللغة الإنجليزية، عاد همنغواي إلى الفندق عام 1954.
كما وجد العقيد جون هنري باترسون، الذي كتب القصة الحقيقية آكلي لحوم البشر في تسافو التي ألهمت فيلم الشبح والظلام، إلهامه أثناء إقامته في فندق ستانلي وكانت إليزابيث هكسلي، مؤلفة رواية أشجار اللهب في ثيكا، والسحلية المرقطة، والغرباء الحمر، وغيرها من الكتب، تتردد على فندق ستانلي واستخدمته كمكان للعديد من أعمالها.

## في الثقافة الشعبية
تدور أحداث قصة حياة فرانسيس ماكومبر القصيرة السعيدة، وهي قصة قصيرة كتبها إرنست همنغواي عام 1936، في فندق نيو ستانلي، في عام 1947، حُوِلت إلى فيلم قضية ماكومبر، بطولة غريغوري بيك وجوان بينيت، وصُوّر في الفندق.
جزء من الحلقة الثانية من قصة أصل يلوستون عام 1923 تدور أحداثها في ستانلي.